# Mistrzostwa Polski w Łyżwiarstwie Szybkim w Wieloboju 2018
86. Mistrzostwa Polski w Łyżwiarstwie Szybkim w Wieloboju 2018 odbyły się w dniach 27 - 29 października 2017 roku na torze Arena Lodowa w Tomaszowie Mazowieckim. Były to pierwsze w historii mistrzostwa polski rozegrane w hali.
Wśród kobiet tytuł sprzed roku obroniła Katarzyna Woźniak. W konkurencji mężczyzn zwyciężył natomiast Jan Szymański.

## Wyniki

### Kobiety
| Pozycja | Zawodniczka              | 500 m      | 3000 m      | 1500 m      | 5000 m      | Suma pkt. | Strata |
| ------- | ------------------------ | ---------- | ----------- | ----------- | ----------- | --------- | ------ |
| 01 !    | Katarzyna Woźniak        | 41.14 (6)  | 4:17.08 (3) | 2:02.26 (4) | 7:32.00 (3) | 169.939   |        |
| 02 !    | Katarzyna Bachleda-Curuś | 40.85 (4)  | 4:15.17 (1) | 2:01.03 (2) | 7:42.69 (4) | 169.990   | +0.051 |
| 03 !    | Magdalena Czyszczoń      | 42.65 (12) | 4:17.43 (4) | 2:06.16 (6) | 7:22.03 (1) | 171.811   | +1.872 |
| 4       | Karolina Gąsecka         | 41.76 (7)  | 4:32.38 (8) | 2:10.34 (9) | 7:45.14 (5) | 177.116   | +7.177 |

### Mężczyźni
| Pozycja | Zawodnik          | 500 m      | 5000 m       | 1500 m       | 10 000 m      | Suma pkt. | Strata  |
| ------- | ----------------- | ---------- | ------------ | ------------ | ------------- | --------- | ------- |
| 01 !    | Jan Szymański     | 36.60 (5)  | 6:37.50 (1)  | 1:49.16 (2)  | 13:51.55 (1)  | 154.313   |         |
| 02 !    | Adrian Wielgat    | 37.63 (10) | 6:38.67 (3)  | 1:50.97 (5)  | 13:52.05 (2)  | 156.089   | +1.776  |
| 03 !    | Marcin Bachanek   | 36.89 (9)  | 6:56.63 (7)  | 1:51.64 (6)  | 14:39.83 (5)  | 159.757   | +5.444  |
| 4       | Mateusz Owczarek  | 38.16 (16) | 6:58.37 (8)  | 1:53.45 (7)  | 14:49.52 (7)  | 162.289   | +7.976  |
| 5       | Szymon Palka      | 38.59 (19) | 7:02.58 (9)  | 1:55.79 (11) | 14:51.18 (8)  | 164.003   | +9.690  |
| 6       | Radosław Jakubski | 39.82 (24) | 7:38.16 (14) | 2:04.43 (23) | 16:16.28 (10) | 175.926   | +21.613 |